# محمود أحمد (لاعب كرة الماء)
محمود أحمد هو لاعب كرة الماء مصري، ولد في 1 مارس 1976.

## وصلات خارجية
- محمود أحمد على موقع أوليمبيديا (الإنجليزية)